# Unionville (Nevada)

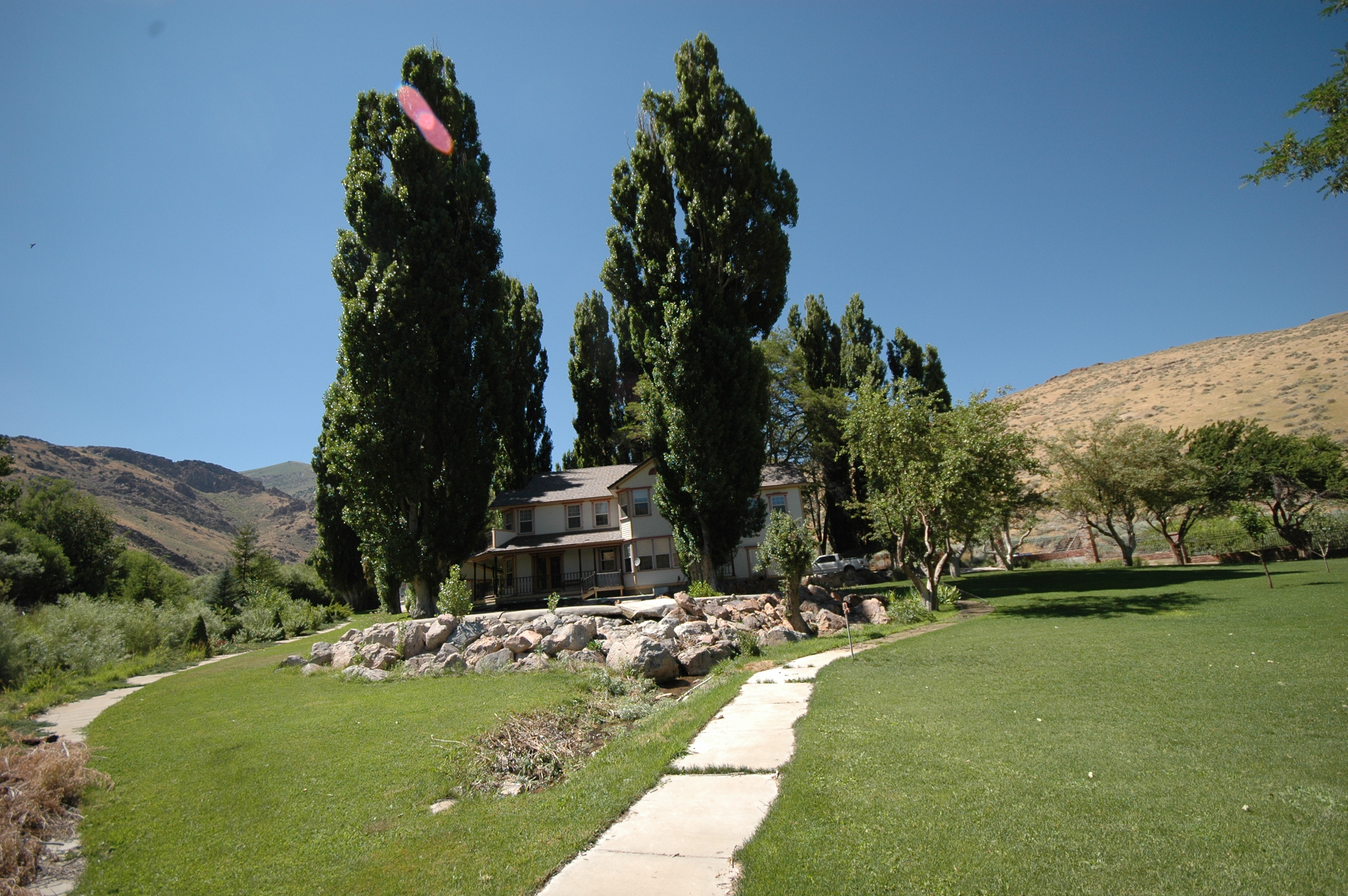
Casa em Unionville, em 2006

Unionville é um pequeno povoado  no condado de Pershing, estado do Nevada, nos Estados Unidos, localizada a sul da I-80 e a leste da State Route 400 na estrada de Unionville Road, com a população mais recente aproximadamente 20 pessoas. Os melhores anos da vila foram durante a década de 1870, quando havia aí uma atividade mineira e prospetora servindo a região montanhosa das redondezas. Durante um breve período, Samuel Langhorne Clemens viveu ali e prospecionou, mas partiu daquele local sem ter tido sucesso. Na atualidade consiste num único negócio: uma pousada turística e umas poucas casas agrupadas ao longo ou próximo da estrada em gravilha que permite a entrada e saída de veículos. A estrada mais próxima pavimentada fica a cerca de 11 quilómetros (7 milhas). Os serviços mais próximos que não a pousada ficam a uma hora de estrada.  
Na atualidade, no condado de Pershing, Unionville foi a sede original do condado de Humboldt, servindo aquela capacidade d sua fundação em julho de 1861 até a sede ser relocalizada para Winnemucca em 1873. O boom da atividade mineira em Unionville ocorreu entre 1863 e 1870. Durante aquele tempo, a população foi relatada ter tido mais de 1500 habitantes. Como foi comumcom outras comunidades mineiras depois do boom, a vila experimentou um declínio pouco depois. Em 1870, foi descoberto que havia pouco minério no distrito mineiro. O declínio de Unionville ficou traçado com a conclusão da  Central Pacific Railroad através do vale de Humboldt e a fundação de  Winnemucca como o principal centro comercial e de transporte.
Não há uma governação formal na povoação que é uma área não incorporada. Alguns edifícios como a cabine de Twain e uma escola com apenas uma sala de aulas mantêm-se intactas.  Unionville é frequentemente referida como cidade fantasma, mas não abandonada. Precisamente a norte dos limites da cidade fica o cemitério que ainda é utilizado em funerais ocasionais. 